# Hongyan (köpinghuvudort i Kina, Inre Mongoliet)
Hongyan (kinesiska: 红彦, 红彦镇) är en köpinghuvudort i Kina. Den ligger i den autonoma regionen Inre Mongoliet, i den norra delen av landet, omkring 1 400 kilometer nordost om regionhuvudstaden Hohhot. Antalet invånare är 14 657. Befolkningen består av 7 053 kvinnor och 7 604 män. Barn under 15 år utgör 15,0 %, vuxna 15-64 år 78 %, och äldre över 65 år 5,0 %.
Runt Hongyan är det ganska glesbefolkat, med 29 invånare per kvadratkilometer. Närmaste större samhälle är Bayan Ewenke Minzu, 15,9 km väster om Hongyan. Trakten runt Hongyan består till största delen av jordbruksmark.
Genomsnittlig årsnederbörd är 793 millimeter. Den regnigaste månaden är juli, med i genomsnitt 212 mm nederbörd, och den torraste är mars, med 11 mm nederbörd.